# 拜赖克菲尔德
拜赖克菲尔德，是匈牙利亚斯-瑙吉孔-索尔诺克州所辖的一个村，总面积18.57平方公里，总人口990，人口密度53.3人/平方公里（2010年1月1日）。